# Віршування
Віршува́ння, або Версифіка́ція (лат. versus — вірш та facio — роблю) — мистецтво виражати свої думки у віршованій формі;
- система організації поетичного мовлення, в основі якої міститься закономірне повторення певних мовних елементів, що складаються на підставі культурно-історичної традиції певної національної мови.

Система віршування — це сукупність норм та принципів версифікаційної майстерності, розбудовується на підставі певного ритмічного критерію.

## Системи версифікації
Відповідно до просодичних властивостей мов вона розмежовується на дві групи — квантативну (у російському варіанті літературознавства — метричну), що характеризується нормативним чергуванням довгих та коротких складів, зумовлених кількістю часу, необхідного для вимови складу, та долучених до нього більших ритмічних одиниць (античне віршування, аруз, навіть народне віршування українців), і квалітативну, спрямовану на врахування не тривалості складів, а їхньої акцентної виразності, пов'язаної з принципом наголошеності та ненаголошеності.
Друга група, що нині витіснила першу, поділяється на такі версифікаціні підгрупи: силабічну, де за первісну ритмічну організацію править склад як такий, властиву мовам з постійним наголосом (французька, польська та інші); тонічну, що спирається на повтор слів та словосполучень із своїм наголосом як основою ритму; силабо-тонічну, базовану на чергуванні наголошених та ненаголошених складів, яка поєднує в собі силабічні й тонічні тенденції.
Попри те в українському віршуванні спостерігаються проміжні версифікаційні форми як у вигляді квантативно-силабічного синтезу, так і в інших варіантах, зокрема коломийковий вірш, що постає внаслідок злиття силабічного та силабо-тонічного віршів, або паузник і тактовий вірш, в яких вбачається сполука силабо-тонічного і тонічного віршування і т. ін.
Верлібр, який трактується як різновид тонічного вірша, має довільну організацію. У віршах прозою мовиться про чергування довгих та коротких відтинків ритмізованого тексту. Система віршування визначає відповідний розмір і в квантативній, і в квалітативній групах, послуговується відповідними знаками: — довгий склад, ∪ короткий склад, а також ненаголошений, — наголошений склад, // цезура, V лейма.

## Українське віршування
Початком українського літературного віршування слід вважати кінець 15 ст., коли Юрій Котермак видрукував латиномовний віршовий вступ до «Прогностичної оцінки 1483 року». Від часу публікації силабічного вірша Герасима Смотрицького в «Острозькій Біблії» (1581) розпочався період силабічної версифікації. Він проіснував майже до кінця 18 ст., поступово витісняючись силабо-тонікою, перші ознаки якої з'явилися в доробку Г. Сковороди, а невдовзі, у 19 ст., стали панівними в новій українській літературі.
Найповніше проявились вони у творчості Т. Шевченка, сягнули свого розмаїття в ліриці І. Франка, Лесі Українки, В. Самійленка та інших. Версифікація 20 ст. в українській поезії розвивається за наявності різних потоків — при чільному посіданні силабо-тонічного вірша досить потужними виявилися тонічні та помежові версифікаційні струмені з тяжінням до поліметричності, верлібрів тощо.
Попри велику роль, котру виконують у віршуванні відповідні системи, певні віршові розміри, неабияке значення надається у ньому іншим ритмотвірним чинникам, засобам структуризації (комплекс римування, стилістичні фігури, тропіка, багатство строфічних форм та поетичних жанрів тощо). Засвоєння законів та механізмів віршування сприяє розкриттю таланту, за відсутності якого воно засвідчує у кращому випадку лише версифікаційну майстерність автора. Віршування індиферентне до такої імітації.